# リベルテ144時間
『リベルテ144時間』（リベルテ144じかん）は、大島弓子による日本の漫画作品。『月刊プリンセス』（秋田書店）の1975年12月号に掲載された。
『10月はふたつある』を描きあげた直後の四国でのサイン会の後に、描かれた作品であるという。

## あらすじ
それは1週間前のこと。15歳の少年、山の辺十五（やまのべじゅうご）が兄と同じように山から落ち、消息を絶った。十五と密かに交際していたという占い師の娘はこの事件を起こすことになった人物、つまり今まで散々十五を罵倒し、馬鹿にして山へ行くように仕向けた人物に対し、復讐に近いある計画を考える。
芙草史子と十五が出会ったのは、ほんの些細な出来事であった。とある日の朝、芙草は頭をぶつけてドジを踏んでいる十五とばったり会う。そこで、芙草はレース付きハンカチを彼に渡して血を拭かせるが、そのまま忘れていってしまう。十五は律儀にレース付きハンカチを洗ってアイロンを掛け、きれいな状態にして芙草へ返すが、話がはずんだことでたびたび会うようになる。
十五は兄の千が山から転落死するという事故から日が浅く、トラウマを抱えていたが、芙草女子と共に会話をすることで元気を取り戻す。2人はしばしば文学の話で盛り上がることが多く、ある日芙草女子が十五に「秋萩になる術はないかしら？」と訪ねる。万葉歌の高圓の野辺の秋萩について語り、自分はその秋萩になりたいのだと言う芙草は、十五が野辺に変身する方法を考えるという。一見すると冗談のような話ではあったが、素直な少年であった十五は真剣に芙草の悩みの解決策を探る。それから数日経ち、芙草は十五が野辺に変身する答えを出すが、それは山の辺十五が野辺十五に名前を変えれば良いということであった。それに対し、同じように十五は芙草の芙を萩に変えれば良いと答える。このやり取りを機に、芙草は十五のことを野辺と呼ぶようになる。十五は芙草との距離が縮まったことに嬉しく思うも、彼のクラスメイトらはそれをよく思わずからかい始める。たちの悪いクラスメイトらは兄の千が優秀でスポーツ万能であり、弟の十五は成績も良いとは言えずスポーツができないということを比較し、冷やかす。怒った十五は千が落ちた山を自分が登頂してみせると言い出し、山岳部に入ると特訓を経て登山に挑むが、あっけなく崖から落ちてしまった。
占い師の娘は十五を冷やかしたリーダー格に好意を持っているふりをして近づき、復讐を考えるが、その時、十五の遺体が発見されたという情報が彼女の耳に入ってくる。もう絶望しかないと思われていたが、ある奇跡が起こる。

## 登場人物
占い師の娘
物語の語り手。3、4年前に不良に絡まれているところを十五に助けてもらい、密かに十五と交際していた。
芙草史子（ふそう ふみこ）
文学が好きな少女であり、山の辺十五と共に文学作品を語るのが好き。
山の辺十五（やまのべ じゅうご）
芙草女子と付き合っていた少年。とある事故で行方不明になってしまう。
みなみ
十五の幼馴染み。十五と兄の千を比較して、文字どおり1000分の15の存在でしかないとばかにするが、内心では十五のことを誰よりも心配していた。
真下不比等（まか ふひと）
山岳部キャプテン。山の辺十五の指導をしていた。十五の生存を信じている占い師の娘に対して、崖から落ちた恐怖で心臓麻痺を起こしているに違いないと断言した。
岩崎（いわさき）
山の辺十五を冷やかした人物である。成績が良くインテリであるが性格は悪い。占い師の娘とデートをし、自身の無知を自覚させられた。
山の辺千（やまのべ せん）
山の辺十五の兄。山岳部に所属していたが、だいぶ前に事故で死亡した。

## 解説
- 斎藤次郎は、この作品の滅茶苦茶な様が気に入っており、『鳥のように』のような主人公と教師と読者との間の同心円の構造から離れており、作者自身がどこかに内在しており、作者が蜘蛛の巣を張り巡らして絢爛豪華な登場人物設定と現在と過去を行き来する筋で読者を欺瞞しつつ、目眩のような感覚にとらわれているうちに話が終わってしまうような作品だと評している。わずらわしい約束事を無視し、描きたいことをそのまま描いた世界で、現実世界とはまるで違うのだ、と覚悟した方が良い、とも述べている[3]。

## 同時収録作品（朝日ソノラマ・サンコミックス版）
風車（かざぐるま）
『週刊少女コミック1972年お正月大増刊（12月24日号）フラワーコミック』に掲載。

わたしはネプチューン
『週刊少女コミック』1972年7月号掲載。

まだ宵のくち
『JOTOMO』1976年7月号に掲載。
苫屋苺子（とまや まいこ）は判事の父親とその母親である祖母と3人暮らしの高校3年生で、法律家になることを目指して受験勉強をしている。そんな彼女の耳に、かつて父親を裏切った常磐（ときわ）夫妻の訃報が舞い込んできた。そのことがきっかけで、受験勉強に疲れ果てている級友のことが気になり出した彼女は、親友の萼（うてな）に声をかけるが、萼は自分の欲求不満は自分で解決せよと取り合わない。たまりかねた萼は苺子に紅茶タバコを教え、それを実践した苺子は、煙の中から現れた、死神の使いと名乗る美少年に出会う。彼女は彼に「現代国語」と名づける。

## 単行本
- 『鳥のように』 小学館（小学館文庫）（1976年12月20日刊）
  - 収録作品 -『鳥のように』・『あしたのともだち』・『わたしはネプチューン』・『リベルテ♥144時間』・『アポストロフィーS』・『七月七日に』
- 大島弓子傑作選『草冠の姫』サンリオ（1978年10月20日刊）
  - 収録作品 -『草冠の姫』・『まだ宵のくち』・『ハイネよんで』・『いたい棘いたくない棘』・『わたしはネプチューン』・『風車』・『リベルテ♥144時間』
- 『リベルテ144時間』朝日ソノラマ、サンコミックスストロベリーシリーズ（1982年9月30日刊）
  - 収録作品 -『リベルテ144時間』・『風車』・『わたしはネプチューン』・『まだ宵のくち』
- 『大島弓子選集第4巻  ほうせんか・ぱん』朝日ソノラマ（1986年2月28日刊）
  - 収録作品 -『海にいるのは…』・『ほうせんか・ぱん』・『ほたるの泉』・『銀の実を食べた』・『わがソドムへどうぞ』・『F式蘭丸』・『10月はふたつある』・『リベルテ144時間』・『ヨハネがすき』
- 『全て緑になる日まで』白泉社（白泉社文庫）（1996年12月18日刊）
  - 収録作品 -『F式蘭丸』・『10月はふたつある』・『リベルテ144時間』・『ヨハネがすき』・『全て緑になる日まで』・『アポストロフィーS』